# Hidroperoksidi
Hidroperoksidi su monosupstituirani derivati vodikova peroksida.
Po redoslijedu opadajućeg prioriteta pri odabiru i imenovanju glavne karakteristične skupine, hidroperoksidi su šesnaesti po redu razredni spojevi (zatim redom tiohidroperoksidi, selenohidroperoksidi i telurohidroperoksidi).